# スタニスラフ・シャターリン
スタニスラフ・セルゲーヴィチ・シャターリン（ロシア語: Станисла́в Серге́евич Шата́лин、ラテン文字表記の例：Stanislav Sergeevich Shatalin、1934年8月24日 - 1997年3月3日）は、ソビエト連邦およびロシアの経済学者、政治家。ソ連末期に経済改革プログラム「500日計画」（シャターリン・ヤブリンスキー案とも言われる）を作成した。
1987年からソ連科学アカデミー会員。科学アカデミー経済部門、レニングラード（サンクトペテルブルク）近郊のプーシキン市（旧ツァールスコエ・セロー）出身。1958年モスクワ大学経済学部を卒業する。その後、経済学博士号取得。ソ連国家計画委員会（ゴスプラン）の経済調査研究所に勤務する。1963年ソ連共産党に入党する。1965年ソ連科学アカデミー付属中央経済数学研究所（CEMI）を経て、1976年から1986年まで全連邦システム研究調査研究所で勤務する。1986年から1989年までソ連経済・予想科学・技術的進歩研究所勤務。1989年国家経済改革委員会委員となり、1990年ソ連共産党中央委員、ソ連大統領評議会議員、経済顧問として市場経済への移行プログラム作成グループを率いて、500日計画を作成した。
1991年統一民主党設立組織委員会議長に選出される。国際経済社会改革基金「レフォルマ」（Реформа、「改革」）総裁。1994年商業・金融団体「シャターリン連合」を設立した。1995年選挙ブロック「我が祖国」の設立に参加し、共同議長に就任する。
1968年ソ連国家賞を受賞し、名誉バッチ、人民友好賞を授与された。モスクワのサッカークラブ「Spartak」名誉総裁。1997年3月3日死去。